# Volcán de Fuego

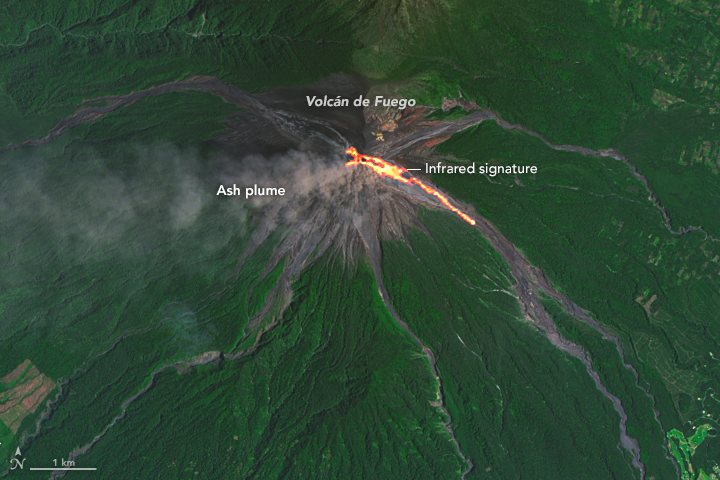
Ảnh vệ tinh cho thấy dung nham tràn ra từ đỉnh Volcán de Fuego, 2016

Volcán de Fuego hay Chi'gag ("Núi lửa") là một núi lửa dạng tầng đang hoạt động ở Guatemala, trên biên giới giữa ba tỉnh Chimaltenango, Escuintla và Sacatepéquez. Nó nằm cách Antigua Guatemala, một trong những điểm du lịch nổi tiếng nhất Guatemala, 16 kilômét (9,9 mi) về phía tây. Núi lửa này phun trào liên tục từ khi thực dân Tây Ban Nha bắt đầu thực dân hóa châu Mỹ, cho đến ngày nay. Vụ phun trào mới nhất là tháng 6 năm 2018.